# متحف همدان للتاريخ الطبيعي
متحف همدان للتاريخ الطبيعي هو متحف للتاريخ الطبيعي يقع في جامعة بو سينا في همدان، شمال غرب إيران .
يشتهر بعرضه لأغنام جبال ألبرز ذات القرون الحمراء الكبيرة ونسر أسود. كما أن المتحف يحتوي على مجموعة كبيرة من الحيوانات والحشرات المحنطة. كذلك يحتوي المتحف على حوض للأسماك وخزانات الأسماك الحية.